# Sarah y Karen Josephson
Sarah y Karen Josephson (Connecticut, Estados Unidos, 10 de enero de 1964) son dos hermanas gemelas nadadoras estadounidenses de natación sincronizada retiradas que llegaron a ser campeonas olímpicas en Barcelona 1992 en el concurso por dúos.

## Carrera deportiva
En las Olimpiadas de Seúl 1988 ganaron la medalla de plata en la competición por dúos, tras las canadienses Michelle Cameron y Carolyn Waldo y por delante de las japonesas Miyako Tanaka y Mikako Kotani; cuatro años después, en los Juegos Olímpicos de 1992 celebrados en Barcelona (España) ganaron la medalla de oro en el concurso por dúos, por delante de Canadá (plata) y Japón (bronce).
En cuanto a sus actuaciones en los Campeonatos mundiales: en Madrid 1986 ganaron la plata en dúo y equipo —y Sarah además en la competición de "solo"—, y en Perth 1991 ganaron dos medallas de oro en las mismas competiciones.